# Underground Luxury
Underground Luxury é o terceiro álbum de estúdio do rapper norte-americano B.o.B lançado em 17 de dezembro de 2013 pela Grand Hustle Records, Rebel Rock Entertainment e Atlantic Records. O álbum apresenta participações de Chris Brown, T.I., Playboy Tre, 2 Chainz, Future, Priscilla Renea e inclui produção de Arthur McArthur, Big Zar, DJ Mustard, DJ Toomp, FKi, Geoffro Cause, Jim Jonsin, Noel "Detail" Fisher, Mike Will Made It, Rock City e ele mesmo.

## Antecedentes
Em 7 de dezembro de 2012, durante uma entrevista à MTV, B.o.B falou sobre seu terceiro álbum de estúdio, dizendo: "Meu álbum é basicamente uma continuação de The Adventures of Bobby Ray e Strange Clouds. Sinto-me como se fosse meio que faz a ligação entre como todos os meus fãs são e, finalmente, faz com que todos vão até a velocidade em que o meu som vai e onde estou indo".
Em maio de 2013, B.o.B anunciou no Twitter a música "HeadBand" com 2 Chainz como o primeiro single de seu terceiro álbum. Ele também revelou que seu álbum viria antes de seu EP de Rock. Em 23 de maio de 2013, durante uma entrevista para a rádio Power 105, B.o.B falou sobre o álbum sendo o projeto mais ousado que ele já fez, dizendo: 
"Muitas pessoas não conseguem ver o espectro do que eu faço. Então, é como uma re-introdução de minhas raízes. Meu álbum sai este Verão, ele realmente vai contar a história a partir de ... Eu cresci com origens muito humildes. Underground Luxury é definitivamente um mais ousado. Provavelmente o mais ousado de qualquer projeto que eu fiz. E eu quero dizer que, em todos os níveis, desde as faixas cerebrais para as faixas mais pesadas, a tudo. todo o lado disso, só estou sendo realmente franco com meus pensamentos eu não estou segurando nada".
Em outubro de 2013, durante uma entrevista com a revista Rolling Stone ele falou sobre o título do álbum, dizendo:
"Para mim, "luxúria subterrânea" é como um título de contraste, e a razão para isso é porque nesse álbum eu pretendo apresentar para as pessoas e reintroduzi-las ao lado de mim que não viram no primeiro álbum, nesse álbum, eu realmente vou mostrar meu lado underground e eu realmente vou contar a minha história. Contar uma história nem sempre é uma coisa fácil que envolve ir do ponto A ao ponto B, é sobre me colocar de volta a época para quando eu estava lutando e quando eu tive que realmente ganhar a vida na música, quando eu estava saindo da escola e realmente lutando. É realmente como recontar a história a partir de uma perspectiva diferente".

## Lançamento e promoção
Em novembro, B.o.B lançou um novo mixtape chamado Fuck Em We Ball. O mixtape tinha a participação de nomes como T.I., Juicy J, Mac Miller, Playboy Tre, Snoop Lion, Spodee e Iggy Azalea.O Mixtape ainda gerou um single chamado We Still in This Bitch que chegou ao número 64 na Billboard Hot 100 e ganhou o certificado de ouro pela RIAA por vender mais de 500.000 cópias. A canção foi incluída no álbum na faixa 15. Em 12 de maio de 2013, B.o.B disse através do Twitter que o álbum seria intitulado Underground Luxury. Em 30 de outubro de 2013, B.o.B postou um vídeo no YouTube intitulado "The Road to Underground Luxury ". No vídeo, ele fala sobre sua vida levando até esse ponto. Em 1 de novembro de 2013, a capa do álbum foi revelada. Em 4 de novembro de 2013, a lista das músicas foi lançada, revelando as participações no álbum. Em 26 de novembro de 2013, B.o.B se juntou com DJ Drama, para liberar uma prévia oficial do álbum.
Em 17 de dezembro de 2013, B.o.B lançou o vídeo da polemica música "Paper Route", a terceira faixa do álbum.

### Singles
O álbum foi precedido pelo lançamento da canção "HeadBand", em 21 de maio de 2013 pelo iTunes. A canção, produzida pelo produtor musical DJ Mustard , apresenta uma participação do rapper americano 2 Chainz. A música, desde então, chegou ao número 64 na Billboard Hot 100, e permanece entre as 100 melhores posições a mais de 23 semanas.

## Recepção e crítica

### Crítica
| Críticas profissionais | Críticas profissionais |
| Avaliações da crítica  | Avaliações da crítica  |
| Fonte                  | Avaliação              |
| ---------------------- | ---------------------- |
| Allmusic               | [ 8 ]                  |
| XXL                    | (XL)                   |
| Rolling Stone          | [ 10 ]                 |

Underground Luxury recebeu críticas mistas em geral. David Jeffries do Allmusic deu ao álbum três de cinco estrelas, dizendo que "Cabe um CD ou considerá-lo um mixtape que foi colocado a venda porque o álbum traz uma intrigante mistura músicas não comerciais com faixas comerciais".

## Faixas
| Edição padrão |                                                               |                                                                                               |                            |         |  |
| N.º           | Título                                                        | Compositor(es)                                                                                | Produtor(es)               | Duração |  |
| 1.            | "All I Want"                                                  | Bobby Ray Simmons, Timothy Thomas, Theron Thomas , Cameron Wallace                            | Rock City , Cam Wallace    | 3:23    |  |
| 2.            | "One Day"                                                     | Simmons, Aldrin Davis , Geoffrey Earley, Clarence Montgomery                                  | B.o.B, DJ Toomp            | 4:45    |  |
| 3.            | "Paper Route"                                                 | Simmons, Jr.,                                                                                 | B.o.B,                     | 3:32    |  |
| 4.            | "Ready" (com participação de Future)                          | Simmons, Jr.,Montgomery, Rasool Diaz                                                          | Detail                     | 3:39    |  |
| 5.            | "Throwback" (com participação de Chris Brown)                 | Simmons, Jr., Chris Brown                                                                     | B.o.B                      | 4:00    |  |
| 6.            | "Back Me Up"                                                  | Simmons, Jr.,Montgomery                                                                       |                            | 3:31    |  |
| 7.            | "Coastline"                                                   | Simmons, Yoan Chirescu, Raphaël Judrin, Pierre-Antoine Melki                                  | B.o.B                      | 3:39    |  |
| 8.            | "Wide Open" (com participação de Ester Dean)                  | Simmons, Ester Dean , Jeremy McArthur , Glenda Proby, Liv Lykke Schmidt                       | Arthur McArthur            | 2:33    |  |
| 9.            | "FlyMuthaF**ka"                                               | Simmons, Jr.                                                                                  | B.o.B                      | 4:03    |  |
| 10.           | "HeadBand" (com participação de 2 Chainz)                     | Simmons, Tauheed Epps , Dijon McFarlane, Mikely Adam, Stanley Cox, Tyrone Griffin, Montgomery | DJ Mustard                 | 3:40    |  |
| 11.           | "John Doe" (com participação de Priscilla Renea)              | Simmons, Jr., Renea                                                                           | Geoffro Cause              | 3:32    |  |
| 12.           | "Cranberry Moonwalk" (com participação de Mike Fresh)         | Simmons, Jr.Stephen Bolden, Michael A. Davidson, Clarence Gray, Montgomery, Markous Roberts   | BoB, FKi, Big Zar          | 4:47    |  |
| 13.           | "Nobody Told Me"                                              | Simmons, Jenn Decilveo, Tish Hyman, Isaac de Boni, Michael Mule , James Scheffer              | Jim Jonsin , Finatik N Zac | 3:23    |  |
| 14.           | "Forever" (com participação de Playboy Tre)                   | Simmons, Jr.,Montgomery, Jamieson Xavier Jones                                                | B.o.B                      | 4:34    |  |
| 15.           | "We Still in This Bitch" (com participação de T.I. e Juicy J) | Simmons, Jr. Clifford Harris , Jordan Houston , Michael Williams , Marquel Middlebrooks       | Mike Will                  | 4:08    |  |